# Peterlee
Peterlee è una cittadina di 20 164 abitanti della contea di Durham, in Inghilterra.

## Amministrazione

### Gemellaggi
- Nordenham, dal 1981